# Elmar Schneider
Elmar Schneider (* 31. März 1945; † 8. Februar 2003 in Siegen-Weidenau) war ein nordrhein-westfälischer Politiker (CDU).
Schneider war ab 1977 Bürgermeister der Gemeinde Wilnsdorf und löste damit seinen Vorgänger Wilhelm Moos ab, der erster Bürgermeister der neuen Großgemeinde war. Das Amt behielt Elmar Schneider bis zur Abschaffung der kommunalen Doppelspitze im Jahre 1997 und gab den Bürgermeisterposten an den seit 1969 im Amt des Gemeindedirektors stehenden Karl Schmidt ab.
Am 12. September 1999 wurde Schneider zum Landrat des Kreises Siegen-Wittgenstein gewählt. Diesen Posten behielt er bis zu seinem Tod. Schneider verstarb am 8. Februar 2003 nach schwerer Krankheit im Kreiskrankenhaus Siegen. Er war verheiratet und hatte drei Kinder.